# Uienvlieg
De uienvlieg (Delia antiqua) komt voor op allium-soorten, zoals ui en prei en wordt ook wel preivlieg genoemd. De vlieg zet haar eitjes in mei af aan de voet van de plant en bij prei in een later groeistadium ook in het hart van de plant. De witte maden vreten aan de voet of in het hart van de plant, waardoor de bladeren geel worden en ten slotte afsterven.
De uienvlieg komt van nature voor in Europa.
De uienvlieg is 6-7 mm lang en lijkt veel op een grote huisvlieg. De vlieg is geelachtig grijs met vijf donkere strepen op het borststuk en heeft geelachtige vleugels. De poten en antennen zijn zwart. De matwitte, langwerpige eitjes zijn 1,5 mm lang met in de lengte lopende strepen. De witte larve is 8 mm lang. De kastanjebruine pop is 7 mm lang en 2,5 mm breed. De vlieg kan 2 maanden oud worden en 150-200 eitjes afzetten. De eitjes worden afzonderlijk of in groepjes van 15-20 afgezet. Na 2-7 dagen komen de eitjes uit. De larve kan in 45 dagen bij een temperatuur van 15°C of 17 dagen bij 25-30°C volgroeien. De verpopping vindt in de grond plaats op 5-10 cm diepte, maar een diapauze begin september is ook mogelijk als de grondtemperatuur lager is dan 15°C. Na 15-25 dagen verschijnt uit de pop de vlieg.

## Bestrijding
De uienvlieg kan bestreden worden door zaadcoating of een grondbehandeling met een insecticide. Ook een biologische bestrijding met door bestraling in het popstadium verkregen steriele mannetjes is mogelijk.